# (4855) Tenpyou
(4855) Tenpyou est un astéroïde de la ceinture principale.

## Description
(4855) Tenpyou est un astéroïde de la ceinture principale. Il fut découvert le 14 novembre 1982 à Kiso par Hiroki Kosai et Kiichiro Hurukawa. Il présente une orbite caractérisée par un demi-grand axe de 2,23 UA, une excentricité de 0,18 et une inclinaison de 4,7° par rapport à l'écliptique.

## Compléments